# Gerald Nagler
Gerald Nagler (* 10. Dezember 1929 in Wien; † 23. Juli 2022 in Stockholm) war ein österreichisch-schwedischer Unternehmer. Er setzte sich aktiv für die Wahrung der Menschenrechte ein.

## Leben
Nagler übersiedelte 1931 im Alter von zwei Jahren mit seiner Familie von Wien nach Stockholm. Nach erfolgreichem Schulabschluss arbeitete er zunächst in einem von seinem Vater gegründeten Unternehmen. Auf Anraten eines Freundes, des US-amerikanischen Rabbiners Morton Narrowe, ging Nagler schließlich im Jahre 1977 in die Sowjetunion, wo er sich unter anderem gemeinsam mit Andrei Sacharow und dessen Gattin Jelena Bonner gegen die Diskriminierung der Juden, der sogenannten Refusenik, starkmachte. 
Nagler war Mitbegründer der in Wien ansässigen Internationalen Helsinki-Föderation für Menschenrechte, an deren Spitze er von 1982 bis 1992 stand. Von 1992 bis 2004 leitete er das Schwedische Helsinki-Komitee für Menschenrechte und war dessen Ehrenvorsitzender. Gerald Nagler Schweden ist im Internationalen Rat des Vereins Österreichischer Auslandsdienst vertreten.